# Leptochloa gigantea
Leptochloa gigantea är en gräsart som först beskrevs av Georg Oskar Edmund Launert, och fick sitt nu gällande namn av Thomas Arthur Cope och Neil Snow. Leptochloa gigantea ingår i släktet spretgräs, och familjen gräs. Inga underarter finns listade i Catalogue of Life.